# HD 126367
HD 126367，又名BD-19 3880，SAO 158558、HR 5397，是一颗恒星，视星等为6.61，位于銀經331.22，銀緯37.68，其B1900.0坐标为赤經14h 19m 54.7s，赤緯-19° 37.68′ 2″。